# 土御門家
土御門家（つちみかどけ）は、
1. 村上源氏久我庶流の公家の家柄。室町時代中期に廃絶した。
2. 安倍氏嫡流の公家（半家）、華族（子爵家）の家柄

## 土御門家（村上源氏）
鎌倉時代初期に権勢を振るった村上源氏嫡流の内大臣源通親の子孫。通親の四男である内大臣・土御門定通が祖。定通の孫で太政大臣に昇った定実をはじめ、室町時代初期まで清華家の家格を維持したが、宝徳四年に土御門有通が早逝したことにより断絶した。
通親の長男・通宗や六男・通行も土御門を号し、特に通宗は死後後嵯峨天皇の外祖父として左大臣を贈られたが、いずれも鎌倉時代に絶家した。

## 土御門家（安倍氏）
孝元天皇の後胤と伝わる左大臣阿倍倉梯麿の10代目安倍晴明は平安時代中期に陰陽頭となり、その子孫も代々陰陽頭を務め、陰陽道、天文道、暦道をもって朝廷に仕えた。公家としての家格は半家、旧家、外様。
室町時代の有宣の代に家名を「土御門」と称するようになったという。応仁の乱後には戦火を逃れて一時若狭国名田庄に移住し、同地で三代にわたって天文や暦学の道場を開いた。
戦国時代に勘解由小路在富の死去で暦術家が絶えた際に詔により土御門有脩が天文博士・暦博士も兼務するようになり、子孫も兼務した。宮中の陰陽寮の執奏を掌握して、諸国の天文・暦道・天社神道・陰陽家を支配下においた。その門流は陰陽道と神道を習合した独自の信仰を伝承し、天文道、暦道、卜筮、占星、祓禊、咒禁、方忌など多方面にわたって最高権威として朝野に勢力をふるった。
江戸時代の邸宅は梅小路にあり、家禄は177石。国立歴史民俗博物館の『旧高旧領取調帳データベース』によれば幕末期の土御門家領は山城国葛野郡西院領のうち10石、山城国葛野郡梅小路村のうち86石、山城国乙訓郡鶏冠井村のうち50石、山城国乙訓郡寺戸村のうち20石、山城国紀伊郡吉祥院村のうち17石6斗で合計5村183石6斗となっている。家司に若杉家、星合家、並河家、吉田家、壱岐家など。
江戸時代中期の当主土御門泰福は、神道家山崎闇斎に入門して垂加神道を学んだことでその影響を受け、家伝から仏教色の排除に努め、高弟渋川春海（安井算哲）の助力を得て家伝を神道として整理・大成した。これを土御門神道（もしくは安家神道、安倍神道、天社神道）と呼ぶ。
中世には改暦は行われなかったが、近世には4回改暦が行われた。天皇に改暦を上奏するのは土御門家の職掌であり、宝暦改暦までは土御門家が改暦に主導権を握ってきたが、寛政改暦や天保改暦では完全に幕府天文方に主導権を奪われた。このことに不満を持っていた幕末維新期の当主土御門晴雄は、王政復古で幕府が滅亡したチャンスを捉え、測量推歩はもともと土御門家の任務だったのに宝暦4年以降幕府に強引に奪われたことを指摘し、土御門家に権限を返還してほしい旨を請願した。この願いは久我中納言と万里小路右大弁宰相により即日許可され、土御門家は編暦権を奪還した。また頒暦権（暦を配布・販売する権利）も掌握している。
しかし明治2年2月に晴雄が改暦を行いたいと自ら申し出て、政府の許可も取っておきながら、実行できなかった一件があり、政府内にも土御門家に編暦を行う能力があるのか疑問視する声が強まった。特に人員削減を目指す大蔵省は土御門下の暦学者の質を疑い罷免を推奨した。遅くとも明治2年8月までには政府内で土御門家罷免で合意があったと見られる。明治2年10月6日に土御門晴雄が死去したことも土御門家罷免を更に推し進めたと考えられる。
明治3年2月10日に天文暦学は大学の所管となり天文暦道局が設立された。8月7日に京都の土御門家のもとに置かれていた天文暦道局は東京へ移され、星学局と改名された。京都の土御門家にも星学局京都出張所が残されたが、それも閏10月27日には閉鎖となった。12月9日に晴雄の養嗣子土御門晴榮に対して正式に大学御用掛からの罷免が申し渡され、土御門家は編暦の任から外され頒暦権も喪失した。明治6年（1873年）のグレゴリオ暦改暦にも土御門家は一切関与していない。陰陽寮と天社神道も明治3年（1870年）に廃止が布告され、土御門家の家業の陰陽道は終焉を迎えた。
明治2年（1869年）に公家と大名家を統合した華族制度が成立すると土御門家も旧公家として華族に列した。
明治3年12月10日に定められた家禄は、現米で295石。明治9年8月5日の金禄公債証書発行条例に基づき家禄と引き換えに支給された金禄公債の額は1万3363円76銭3厘（華族受給者中303位）。
明治17年（1884年）7月7日の華族令施行で華族が五爵制になると、同月8日に大納言直任の例がない旧堂上家として晴栄が子爵位を授けられた。その後貴族院の子爵議員に当選して務めた。
晴栄は男子なく大正4年に死去。娘幸子の夫である晴行（松平信正次男）が婿養子として2代子爵を継承。しかし晴行も男子なく大正13年に死去したため、新たに三室戸和光子爵の三男 善光が養子となり「土御門晴善」として土御門家を継承。晴善も貴族院の子爵議員に当選して務めている。彼の代の昭和前期に土御門子爵家の邸宅は東京市滝野川区西ヶ原町にあった
晴善が昭和9年に死去した後、その長男の凞光が当主となる。凞光は伯父である三室戸敬光の後見のもとで活動し、将来は総裁に就任する事を前提にして社団法人「大日本陰陽会」(現 公益社団法人日本易学連合会)副総裁に就任し、また昭和17年頃に土御門神道復興を目指して旧配下陰陽師達が結集して立ち上げた「土御門神道同門会」の総裁にも就任。しかし昭和19年に子孫なく早逝したため、急遽高倉家に養子に入っていた弟の高倉範忠(初名は三室戸允光)が兄·熈光の養子(死後養子)に入り、「土御門範忠」として同家を継承した。範忠の娘に善子（昭和34年生）がある。
現在の土御門家は天社土御門神道にはほぼ関与しておらず、当主の女性も土御門神道の継承を否定している。また、土御門を僭称して活動する人物もいるが、天社土御門神道から直接無関係である旨が発表されている。

## 土御門家（藤原北家）
南北朝時代の柳原資明（柳原家の祖）の子である保光を祖とする公家。保光と息子資家は権大納言に昇った。
だが、嘉吉元年（1441年）7月資家の子である頭弁長淳が出家して唐橋在豊の子を猶子に迎えて家督を譲ろうとしたところ、宗家の日野家をはじめとする一門の諸家が菅原氏系の唐橋家からの猶子に反対したのをきっかけに朝廷の議論は紛糾して室町幕府もこれに介入し、最終的には後花園天皇の勅裁によって6か所の所領全てを没収され、1か所は唐橋在豊の子に与えられ、残り5か所は中御門家・四辻家（ただし、洞院家と所領交換される）などに5分割に処せられて絶家させられた。

## 系図
※ 実線は実子、点線（縦）は養子、点線（横）は婚姻関係。